# Runar Öhman (löpare)
Karl Georg Runar Öhman, född den 20 maj 1890 i Fasterna, död 6 maj 1957 i Västerleds församling i Stockholm,  var en svensk friidrottare (långdistanslöpare). Han tävlade för IK Göta.
Öhman vann SM-guld på 10 000 m år 1914 och 1915, på 20 000 m år 1916 och 1918 samt i maratonlöpning år 1913 och 1918. Han vann även SM-guld i terräng 8000 m år 1915 till 1917.
Han utsågs 1928 retroaktivt till Stor Grabb nummer 25 i friidrott.